# ネイチャー ケミカルバイオロジー
ネイチャー ケミカルバイオロジー（英: Nature Chemical Biology、Nat. Chem. Biol.) は、Nature Publishing Groupが発行している国際学術誌である。
化学と生物学の複合領域にあたる研究の成果を載せている。世界各国の研究者より投稿される論文はピアレビューにより精査され、基準を満たすもののみが掲載される。科学情報研究所 (Institute for Scientific Information, ISI) の統計による2016年のインパクトファクター は15.066。